# Pyrausta lethalis
Pyrausta lethalis là một loài bướm đêm trong họ Crambidae.